# Wuczkowe
Wuczkowe (ukr. Вучкове, Vučkovo, Vučkovoje, trl. Vuchkove, węg. Vucskómező) – wieś na Ukrainie, w obwodzie zakarpackim, w rejonie chuściańskim, w hromadzie Miżhirja. W 2001 r. liczyła 697 mieszkańców. Do reformy administracyjnej w 2020 r. należała do dawnego rejonu miżhirskiego.

## Geografia
Górska wieś leży w dolinie rzeki Rika, około 11 km na południe od osiedla typu miejskiego Miżhirja przy drodze do miasta Chust, na granicy Połoniny Borżawskiej i Połoniny Czerwonej w Zewnętrznych Karpatach  Wschodnich. Miejscowość jest znana z gejzeru wody mineralnej oraz pomnika pszczoły karpackiej i jej badaczy.

## Historia
Miejscowość huculska leżąca na obszarze Marmaroszu na Zakarpaciu była wzmiankowana w 1548 r. (Księstwo Siedmiogrodu). Nazwa wsi związana jest z rusińskim słowem wuczko (oczko) lub z imieniem Wuczko, znanym w języku serbskim jako Vučko, Vuk – Wilk). 
Pierwszy most w miejscowości zbudowano w 1870 r. w czasach Austro-Węgier. Kolejne były niszczone przez powodzie. Obecny jest najdłuższy w dawnym rejonie miżhirskim.
W XIX w. we wsi funkcjonowała drewniana cerkiew Świętych Apostołów Piotra i Pawła, przeniesiona tu z wsi Nyżnij Bystryj (pierwotnie pochodząca z 1774 r. ze wsi Bukowiec). Była to świątynia greckokatolicka (unia użhorodzka, eparchia mukaczewska). Została rozebrana, kiedy jej funkcje przejęła wzniesiona w 1914 r. cerkiew św. Mikołaja Cudotwórcy. Świątynia należy do wspólnoty prawosławnej w jurysdykcji eparchii chustskiej UPR. 
W Wuczkowem urodził się Basil Takach (1879–1948), późniejszy egzarcha apostolski w USA dla rusińskich grekokatolików.
W okresie bitwy pod Ӧkӧrmező (Miżhirja) w grudniu 1914 r. (front wschodni w czasie I wojny światowej) we wsi stacjonowała Komenda Legionów, z generałem Karolem Durskim i 3 szwadronem ułanów. Tu 12 grudnia legioniści otrzymali sztandar ufundowany przez węgierskich akademików.
W 2006 r. postawiono unikalny na skalę światową pomnik pszczoły karpackiej (karpatki, Apis mellifera carpatica), poświęcony podgatunkowi pszczoły miodnej o szczególnie pożądanych cechach. Pomnik upamiętnia również naukowców badających pszczołę karpacką w latach 60. XX w. We wsi istnieje filia Instytutu Pszczelarstwa.